# Theodor Fritsch (Buchhändler)
Theodor Frohmund Herbert Fritsch (* 11. Juni 1895 in Leipzig; † 31. Dezember 1946 im Speziallager Nr. 1 Mühlberg) war ein deutscher Buchhändler und nationalsozialistischer Verleger.

## Leben
Fritsch, Sohn des antisemitischen Verlegers Theodor Fritsch, arbeitete nach Absolvierung der Realschule zwei Jahre im Maschinenbauwesen. Anschließend besuchte er die Gewerbeschule in Chemnitz. Während des Ersten Weltkrieges diente er bei der Feldartillerie und stieg zum Leutnant der Reserve auf. Als Auszeichnung erhielt er das Ritterkreuz II. Klasse des Albrechts-Ordens mit Schwertern. Nach dem Krieg wurde Fritsch im Buchhandel tätig: Von 1920 bis 1928 arbeitete er als Prokurist in dem von seinem Vater gegründeten Leipziger Hammer-Verlag. Anschließend machte er sich selbständig. Bereits zum 1. September 1927 trat er der NSDAP bei (Mitgliedsnummer 66.899), für die er mehrere Jahre in Leipzig als Ortsgruppenleiter tätig war. 1928 wurde er auch Mitglied der SA. Im März 1930 wurde er bei einem politischen Zusammenstoß schwer verwundet. Später trat er der SS (SS-Nummer 283.131) bei und wurde am 11. September 1938 zunächst zum SS-Untersturmführer (Führer b.Stab Rasse- und Siedlungshauptamt), am 9. November 1944 zum SS-Hauptsturmführer ernannt.
Nach dem Tod seines Vaters 1933 übernahm er die Leitung des Verlages. Im selben Jahr wurde Fritsch Mitglied im Aktionsausschuss des Börsenvereins der Deutschen Buchhändler, dessen Vorstand er seit 1934 angehörte.
Im September 1933 wurde der bis dahin privatrechtlich organisierte Börsenverein in die Reichsschrifttumskammer als Körperschaft des öffentlichen Rechts übernommen. In diesem Zusammenhang berief ihn Joseph Goebbels in den Präsidialrat der Reichsschrifttumskammer. 1935 wurde er außerdem in den Reichskultursenat berufen.
1938 verlegte Fritsch seinen Verlag von Leipzig nach Berlin. Im Zweiten Weltkrieg galt der Verlag als kriegswichtiger Betrieb, der eng mit dem Reichspropagandaministerium zusammenarbeitete.
Nach dem Ende des Zweiten Weltkriegs wurde Fritsch von der sowjetischen Besatzungsmacht interniert und starb am 31. Dezember 1946 im Speziallager Nr. 1 Mühlberg.